# Tigirlily Gold
Tigirlily Gold — американський кантрі-дует із Північної Дакоти (спочатку відомий як Tigirlily). 
Дует складається з сестер Крісти Слаубо та Кендри Слаубо.

## Історія
Сестри Кендра Слаубоу (Kendra Slaubaugh) і Кріста Слаубоу (Krista Slaubaugh) — уродженки міста Гейзен, штат Північна Дакота.
У підлітковому віці вони почали виконувати музику та завантажували кавер-версії пісень на YouTube.
Спочатку дівчата називали себе Tigirlily. 
У 2017 році вони переїхали до Нешвілла, штат Теннессі, щоб вступити до університету Belmont University. 
Під час пандемії COVID-19 вони завантажували кавер-версії пісень на TikTok. І зрештою привернули до себе увагу в соціальних мережах. Їх помітив Шейн МакАналлі (Shane McAnally). Дует підписав контракт з нешвільським відділенням Monument Records, співвласником якого є автор пісень, продюсер звукозапису Шейн МакАналлі.
У 2021 році гурт Tigirlily випустив однойменний мініальбом на лейблі Monument Records.
Також у цей момент вони почали виступати в барі Нешвілла, який належав Дірксу Бентлі (Dierks Bentley), і змінили назву на Tigirlily Gold.
У 2023 році дует випустив другий мініальбом Blonde, який включає їхній перший сингл «Shoot Tequila». Сингл "Shoot Tequila" потрапив у чарт Billboard, Country Airplay.

## Дискографія

### Мініальбоми
- Tigirlily (2021)
- Blonde (2023)

### Сингли
| Рік  | Назва               | Пікові позиції     | Альбом |
| Рік  | Назва               | US Country Airplay | Альбом |
| ---- | ------------------- | ------------------ | ------ |
| 2023 | "Shoot Tequila"     | 47                 | Blonde |
| 2024 | "I Tried a Ring On" | 51                 | TBD    |

## Нагороди та номінації
| Рік  | Нагорода                        | Одержувач/Робота                 | Категорія                             | Результат    | Джерело |
| ---- | ------------------------------- | -------------------------------- | ------------------------------------- | ------------ | ------- |
| 2024 | CMT Music Awards                | "Shoot Tequila" (Tigirlily Gold) | Group/Duo Video of the Year           | Номінація    | [ 6 ]   |
| 2024 | CMT Music Awards                | "Shoot Tequila" (Tigirlily Gold) | Breakthrough Female Video of the Year | Номінація    | [ 6 ]   |
| 2024 | Academy of Country Music Awards | Tigirlily Gold                   | New Duo or Group of the Year          | В очікуванні | [ 7 ]   |